# Parachorius fungorum
Parachorius fungorum är en skalbaggsart som beskrevs av Oleg Leonidovich Kryzhanovsky och Medvedev 1966. Parachorius fungorum ingår i släktet Parachorius och familjen bladhorningar. Inga underarter finns listade i Catalogue of Life.